# Temperamento (rapero)
Christian Estremera (Ponce, 21 de febrero en 1981) conocido por su nombre artístico Temperamento, es un rapero puertorriqueño con base en Estados Unidos. Ha realizado una gran cantidad de canciones diss hacia exponentes de reguetón, incluyendo a Tego Calderón, Daddy Yankee, Vico C, entre otros, por lo cual, es reconocido como «el rey de la tiraera».
Desde 2012, está relacionado con la música cristiana, participando en producciones de artistas de este gremio como KIDD, Yavier Luisan, Redimi2, entre otros.

## Biografía
A la edad de 10 años tuvo que sufrir la muerte de su padre, Ramón Estremera el cual se suicidó. Luego de este hecho la familia de Cristian se mudó para los Estados Unidos, específicamente a Providence, Rhode Island.

## Carrera musical
Comenzó su carrera musical en 1999 integrando el grupo Lyrikal Killerz, obteniendo así su primera experiencia en lo que al género del rap se refiere. En 1999, comenzó a escribir sus propias canciones, que se basaron en el dolor y el sufrimiento que había experimentado en su vida. Luego de que el grupo se separó, Temperamento integró el grupo Mafia Negra, lo cual lo favoreció para mejorar sus habilidades en el hip hop.  
En el 2005, Temperamento se reunió en Caracas, Venezuela con Nel, el cual se convirtió más adelante en su productor. Sin un contrato de grabación o de fondos la música de Estremera se difundió por diferentes medios de comunicación masiva como en foros de Internet y páginas Web. Esto tuvo un éxito rotundo gracias a su singular forma de tiraera para grandes raperos latinos como Tego Calderón, esto hizo que varios exponentes de la música urbana se fijaran en él, por ejemplo DJ Moet y DJ Sin-Cero. En ese mismo tiempo, Temperamento hizo una tiraera hacia Vico C, que el artista respondió en su sencillo «Desahogo» el mismo año. Al año siguiente, aparecería en el proyecto El Draft 2006, sin embargo, aunque la canción «Mírate al espejo» fue grabada para el proyecto, este nunca salió oficialmente. 
Poco después el rapero cubano Don Dinero se acercó a Christian y le dijo que le iba a firmar en su álbum El último guerrero en un tema llamado «Mentira». Ese suceso marcó la carrera artística de Temperamento cuando participó en el álbum del rapero Immortal Technique en la canción «Golpe de estado», la cual criticaba radicalmente el género reggaeton y daba pauta a que pronto el hip hop latino reinaría.
Otro momento importante en la vida de Temperamento es la participación de la primera batalla latina de hip hop en Nueva York, denominada “Batalla de los Gallos”. Aunque fue muy criticado por sus críticas a los jueces después de unos fallos polémicos. Gracias a sus letras en las que deja en ridículo con sus rimas a otros raperos y reggetoneros es que se gana el apodo de “El rey de la Batalla”. Se encontró bajo prisión por un altercado que tuvo hace ya varios años, culpado de cómplice en un delito, el 11 de noviembre de 2011 fue libre de prisión y se dedicó a la música cristiana, debutando con el sencillo «Mensaje para el mundo». Contó su testimonio en el programa The 700 Club de la cadena estadounidense CBN.
Participó en la remezcla de Man Up Latin, sencillo de Reach Records, para Murder My Flesh, álbum debut de KIDD (hoy día, conocido como Asaiah Ziv) junto a Yavier Luisan y Skrip en el sencillo «Gran entrada».
En 2021, participó en el sencillo «La escalera Remix» junto a Peniel El Victorioso, Lito Kairos, Creyente.7 y Guerrero de Cristo, y en «Headshots» junto a Psalms of Men. En 2022, fue anunciado como colaboración en el álbum Rompiendo de Redimi2 en la canción «Frontin».

## Block Royal Family
Tras la muerte de Robert Tito Montanez, conocido como Screw (el fundador de Block Royal), Don Dinero habló con Temperamento para que este formase parte del grupo Block Royal, a lo que él aceptó. En ese momento la familia Block Royal era pequeña y nadie quería que entraran más componentes. Temperamento se atrevió a innovar incorporando miembros de todos los países lo cual proyectó Block Royal mundialmente.

## Discografía

### Álbum de Estudio
- 2005: Epídemia Record´s (Lo Que La Calle Esperaba)
- 2006: Cadena Perpetua
- 2007: Hip Hop For Dummies Vol.1 & 2 [27]
- 2008: El Fin Del Mundo
- 2009: El M.E.J.O.R (Muchos Enemigos Juran Odiar Al Rey)
- 2024: Cadena Perpetua 2
- TBA: CHRIST-IAN 29:33

### Álbum Colaborativo
- 2024: L.E.Y.E.N.D.A.S. - con Wolandia
- 2024: Sangre Y Salvación - con Omar Mejias
- 2024: Sagrado - con Ian Vas y Big Daddie
- 2024: Promesa Cumplida - con Rafahelo y Big Daddie
- 2025: L.E.Y.E.N.D.A.S. 2 - con Wolandia